# Група радянських військ у Німеччині

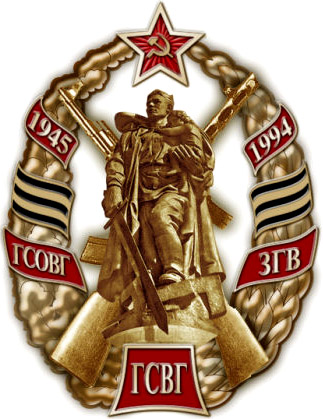
Неофіційний знак «Групи радянських військ у Німеччині»

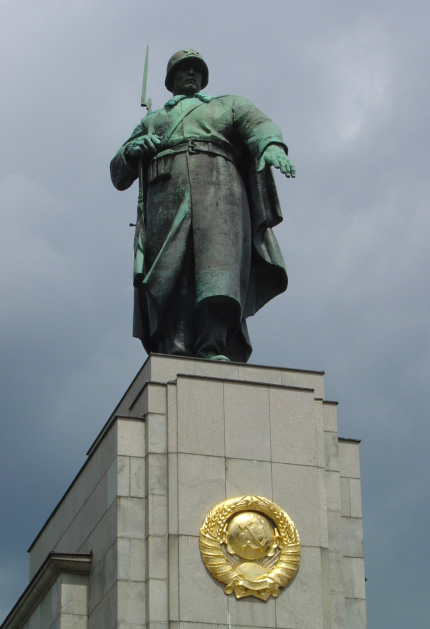
Меморіал радянським воїнам, Тіргартен, Берлін

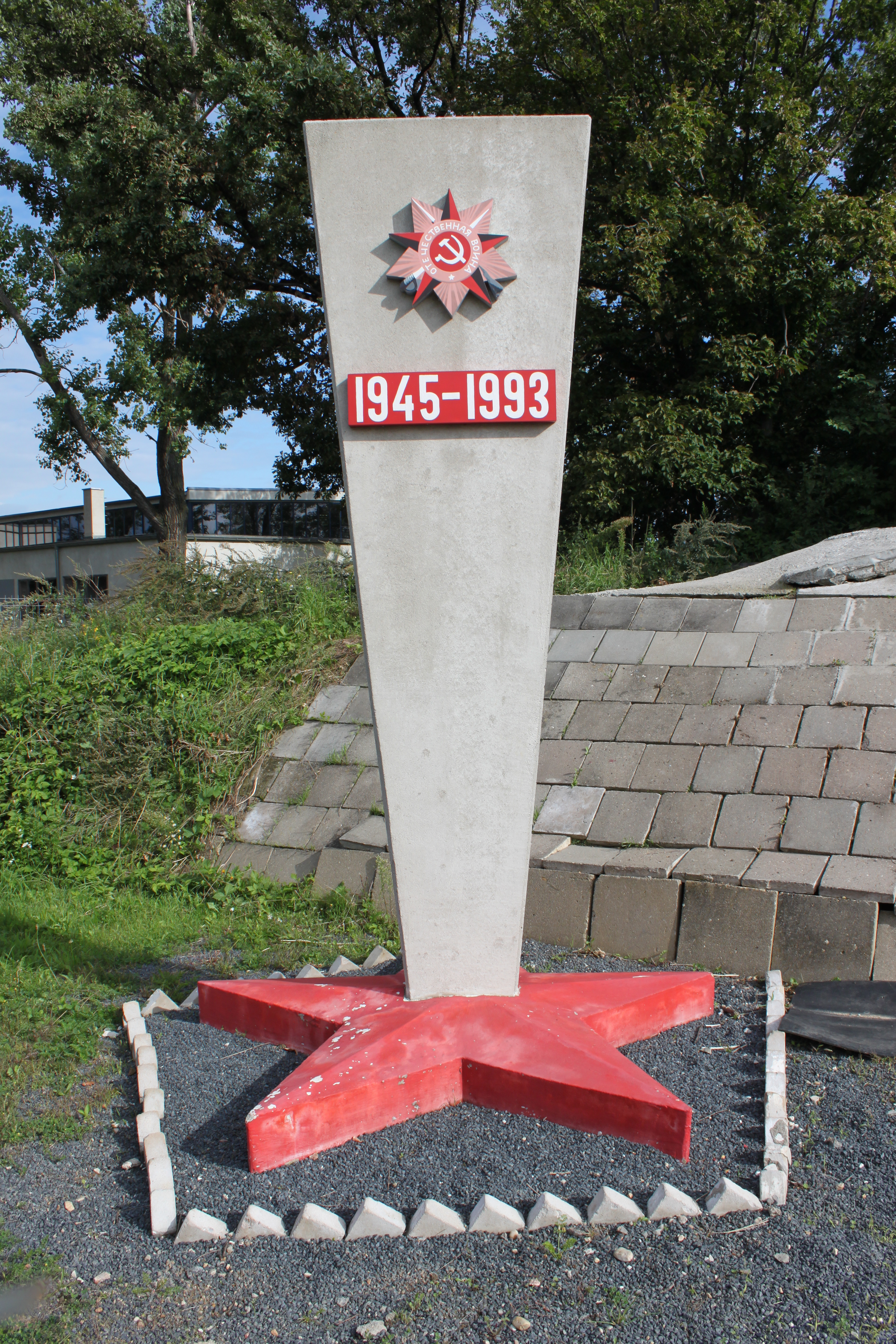
Стела поблизу летовища Гросенхайн

Гру́па радя́нських ві́йськ у Німе́ччині (ГРВН, рос. ГСВГ, нім. Gruppe der Sowjetischen Streitkräfte in Deutschland (GSSD), а з 1989 року ЗГВ — Західна група військ) — угрупування радянських військ, яке дислокували в НДР та вважали одним із найбоєздатніших у радянській армії. Штаб ГРВН дислокувався у місті Вюнсдорф за 40 км на південь від Берліна.
Група радянських окупаційних військ у Німеччині була утворена в червні 1945 року на основі 1-го та 2-го Білоруських і 1-го Українського фронтів. Назву рос. ГСВГ (без «окупаційних») група отримала в 1954 році. У 1989 році стала іменуватися Західною групою військ. Припинила існування 1994 року (виведення військ почалося 1991 року).

## Головнокомандувачі

### Група радянських окупаційних військ в Німеччини (1945—1949)
- Маршал Радянського Союзу Жуков Г. К. (1945—1946)
- Маршал Радянського Союзу Соколовський В. Д. (1946—1949)

### Група радянських військ в Німеччини (1949—1989)
- генерал армії Чуйков В. І. (1949—1953)
- генерал армії (до 1955), Маршал Радянського Союзу Гречко А. А. (1953—1957)
- генерал армії (до 1959), Маршал Радянського Союзу Захаров М. В. (1957—1960)
- генерал-полковник Якубовський І. Г. (1960—1961, 1962—1965)
- Маршал Радянського Союзу Конєв І. С. (1961—1962)
- генерал армії (з 1968 Маршал Радянського Союзу) Кошовий П. К. (1965—1969)
- генерал-полковник (с 1970 генерал армії) Куліков В. Г. (1969—1971)
- генерал-полковник Куркоткін С. К. (1971—1972)
- генерал армії Івановський Є. П. (1972—1980)
- генерал армії Зайцев М. М. (1980—1985)
- генерал армії Лушев П. Г. (1985—1986)
- генерал армії Беліков В. О. (1986—1987)
- генерал армії Снетков Б. В. (1987—1989)

### Західна група військ (1989—1994)
- генерал армії Снетков Б. В. (1989—1990)
- генерал-полковник Бурлаков М. П. (1990—1994)

### Відомі офіцери, які проходили службу в ГРВН
- викладач Військово-повітряної академії імені Ю. О. Гагаріна — генерал-майор Крупський Іван Васильович (Берлін, 1945—1946 рр.).
- міністр оборони Грузії, генерал-лейтенант Надібаїдзе Варден Михайлович (1965—1967 рр.)
- офіцер-танкіст, доктор технічних наук, професор Білецький Володимир Стефанович (Нойруппін, 1972—1974 рр.)
- полковник медичної служби професор Трохимчук Віктор Васильович (Дрезден, 1978—1980 рр.)
- командувач Повітряних Сил Збройних Сил України, генерал-полковник Байдак Юрій Аврамович (Альтенбург, 1990—1992 рр.)

### Особи, які проходили службу в ГРВН
- Козленко Олександр Якович

## Засоби масової інформації
- радіостанція «Волга»;
- газета «Советская Армия»;
- газета «Советский патріот»[1].